# Ана Хара Мартінес
Ана Хара Мартінес (ісп. Ana Jara Martínez; нар. 17 листопада 1995, Валенсія, Іспанія) — іспанська театральна та кіноакторка. 

## Біографія
Ана Хара Мартінес народилася 17 листопада 1995 року у Валенсії. З дитячих років Ана Хара виявляла інтерес до мистецтва відвідуючи уроки танців, театру, гітари.

## Фільмографія
- Women Rules (2015)
- Soy Luna: El último concierto (2021)

## Нагороди та номінації
| Нагорода    | Рік  | Категорія         | Фільм      | Результат |
| ----------- | ---- | ----------------- | ---------- | --------- |
| Fans Awards | 2017 | Actriz Revelación | "Soy Luna" | Перемога  |